# Саба (река)
Са́ба — река в России, протекает по территории Волосовского и Лужского районов Ленинградской области, левый приток реки Луги.
Длина реки — 90 км, площадь водосборного бассейна — 1320 км². Вытекает из юго-западной части озера Красногорского и впадает в реку Лугу на 102-м километре от её устья.

## Притоки

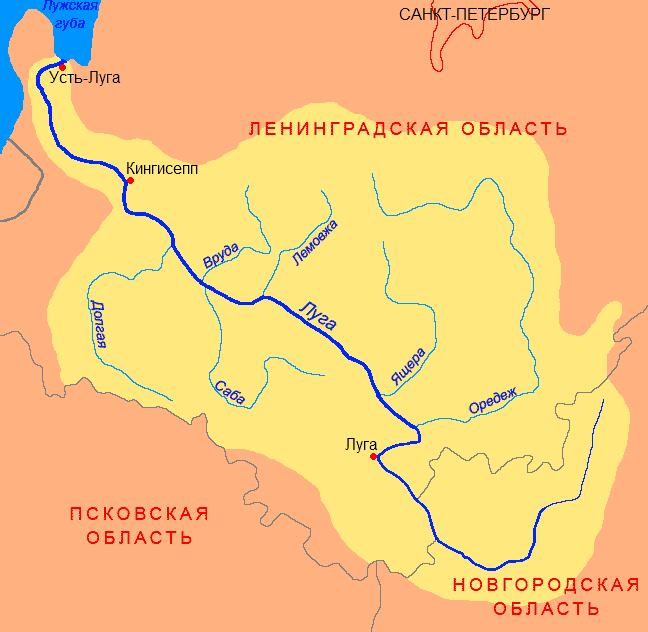
Бассейн реки Луги

Основные притоки:
- Керина (правый)
- Елеменка (левый)
- Сабица (левый)
- Лунья (левый)
- Сяберка (левый)
- Керина (правый)
- Узьминка (левый)
- Лужинка (левый)
- Сарка (правый)
- Белка (правый)
- Болотце (левый)

## Населённые пункты
- деревня Замостье
- деревня Высокая Грива
- деревня Шаломино
- деревня Захонье
- деревня Брея
- деревня Медвежье
- деревня Елемно
- деревня Крокол
- деревня Николаевское
- деревня Гусли
- деревня Переволок
- деревня Псоедь
- посёлок Осьмино
- деревня Саба
- деревня Райково
- деревня Сватково
- деревня Малый Сабск
- посёлок Большой Сабск

## Данные водного реестра
По данным государственного водного реестра России относится к Балтийскому бассейновому округу, водохозяйственный участок реки — Луга от в/п Толмачево до устья. Относится к речному бассейну реки Нарва (российская часть бассейна).
Код объекта в государственном водном реестре — 01030000612102000026282.